# Liste der Stolpersteine in Großpösna
Die Liste der Stolpersteine in Großpösna enthält sämtliche Stolpersteine, die im Rahmen des gleichnamigen Kunst-Projektes von Gunter Demnig in Großpösna im Landkreis Leipzig verlegt wurden.

## Hintergrund

### Familie Sporn in Großpösna
Die Familie Sporn zog zu Beginn der 1920er Jahre von Galizien nach Leipzig und war zuletzt 1935 wohnhaft im Ewald-Schröder-Ring 5 (heute: Am Ring 5).
Die Initiative zur Verlegung der vier Stolpersteine und wesentliche Rechercheleistung kamen von der Jungen Gemeinde Holzhausen mit Pfarrerin Christiane Thiel. Sie suchten in mehreren Archiven und holten Rat bei Historiker Götz Aly ein. Neben den Stolpersteinen plante die Gruppe, 2016 einen Stein auf dem Neuen Jüdischen Friedhof in Leipzig zu setzen.
Das Ehepaar Sporn hatte noch zwei weitere Kinder, Regina (* 22. März 1908) und Peppi (* 24. März 1912), die nach Palästina fliehen konnten und die Zeit des Nationalsozialismus überlebten. 2015 gelang es aber nicht, mit ihnen oder einem ihrer Nachfahren in Israel Kontakt aufzunehmen.

### Heinz Geidel in Störmthal
Die Recherchen waren ein Projekt der Geschwister-Scholl-Schule in Liebertwolkwitz im Schuljahr 2018/2019. 24 Schüler der achten Klasse forschten und führten im Dezember 2018 ein Gespräch einem Zeitzeugen. Die Klasse, inzwischen im neunten Schuljahr, verlas bei der Verlegung die von ihnen recherchierte Biografie sowie ein Gedicht von Bertolt Brecht. Das Projekt wurde von der Holger-Koppe-Stiftung gefördert und vom Erich-Zeigner-Haus e. V. begleitet, dessen Leiter bei der Verlegung positiv hervorhob, dass die Störmthaler Bevölkerung diese erste Stolpersteinverlegung aktiv unterstützt habe. Der anwesende Ortsvorsteher von Störmthal Marc Etzold richtete den Dank der Bürgermeisterin von Großpösna Gabriela Lantzsch aus und kündigte eine Spende der Gemeinde an.

## Liste der Stolpersteine in Großpösna
| Bild | Adresse                                         | Verlegedatum  | Person, Inschrift | Kurzvita/Anmerkungen |
| --- | ----------------------------------------------- | ------------- | --- | --- |
| Bild gesucht Die Wikipedia wünscht sich an dieser Stelle ein Bild vom hier behandelten Ort. Falls du dabei helfen möchtest, erklärt die Anleitung , wie das geht. BW | Am Ring 5 04463 Großpösna Lage                  | 1. Okt. 2015  | Hier wohnte Isaak David Sporn Jg. 1881 ausgewiesen 1936 Polen verhaftet 1940 Łodz/Litzmannstadt ermordet im besetzten Polen                                                              | Isaak David Sporn (* 21. April 1881 nahe Stanislau) war Buchhalter/Bücherrevisor. Er versuchte erfolglos die deutsche Staatsbürgerschaft zu erlangen und in Leipzig mit dem Handel von Fellen und Rauchwaren eine wirtschaftliche Existenz aufzubauen. |
| Bild gesucht Die Wikipedia wünscht sich an dieser Stelle ein Bild vom hier behandelten Ort. Falls du dabei helfen möchtest, erklärt die Anleitung , wie das geht. BW | Am Ring 5 04463 Großpösna Lage                  | 1. Okt. 2015  | Hier wohnte Amalia Sporn geb. Binder Jg. 1882 ausgewiesen 1936 Polen verhaftet 1940 Łodz/Litzmannstadt ermordet im besetzten Polen                                                       | Amalia (laut manchen Quellen Amalie oder Malie) Sporn, geborene Binder (* 23. März 1882 in Kałusz) |
| Bild gesucht Die Wikipedia wünscht sich an dieser Stelle ein Bild vom hier behandelten Ort. Falls du dabei helfen möchtest, erklärt die Anleitung , wie das geht. BW | Am Ring 5 04463 Großpösna Lage                  | 1. Okt. 2015  | Hier wohnte Sara Sporn Jg. 1910 eingewiesen 1937 Heilanstalt Hubertusburg ’verlegt’ 1940 Heilanstalt Hochweitzschen ermordet 23.4.1940                                                   | Sara Sporn (* 11. Februar 1910 in Galizien, † 23. April 1940 in Großweitzschen) litt seit dem Alter von 10 Jahren an den Folgen einer Hirnhautentzündung und wurde zum Pflegefall. Ab 1933 wurde sie in Heimen untergebracht und war mehrfach im Klinikum St. Georg Leipzig und Universitätsklinikum Leipzig. Vom 9. März 1937 bis 16. April 1940 befand sie sich in der Anstalt Hubertusburg in Wermsdorf. Sie wurde im Psychiatrischen Krankenhaus Hochweitzschen getötet. |
| Bild gesucht Die Wikipedia wünscht sich an dieser Stelle ein Bild vom hier behandelten Ort. Falls du dabei helfen möchtest, erklärt die Anleitung , wie das geht. BW | Am Ring 5 04463 Großpösna Lage                  | 1. Okt. 2015  | Hier wohnte Oskar Sporn Jg. 1922 ausgewiesen 1936 Polen verhaftet 1940 Łodz/Litzmannstadt ermordet im besetzten Polen                                                                    | Oskar Alexander Sporn (* 24. Dezember 1922 in Leipzig) |
| | Dorfstraße 30 04463 Großpösna OT Störmthal Lage | 29. Nov. 2019 | Hier wohnte Heinz Geidel Jg. 1912 zwangssterilisiert 1939 Krankenhaus St. Jakob eingewiesen 1941 Heilanstalt Waldheim ’verlegt’ 6.5.1941 Pirna-Sonnenstein ermordet 6.5.1941 ’Aktion T4’ | Heinrich Gottlob Geidel, genannt Heinz, (* 10. November 1912 in Leipzig Anger-Crottendorf, † Juni 1941), wurde als schizophren diagnostiziert und mit diesem Vorwand im Krankenhaus St. Jakob in Leipzig zwangssterisiliert, wegen Vorwürfen der Körperverletzung und Beamtenbeleidigung als „gefährlich“ eingestuft, zwischenzeitlich einige Monate in Heil- und Pflegeanstalt Waldheim, laut Erich-Zeigner-Haus e. V. am 24. Juni 1941 in die Tötungsanstalt Hadamar verbracht und dort getötet – laut Inschrift am 6. Juni 1941 in die Tötungsanstalt Pirna-Sonnenstein verbracht und dort am selben Tag getötet, jedenfalls Opfer der Aktion T4 |